# Сопвит Снарк
Сопвит Снарк (енгл. Sopwith Snark) је ловачки авион направљен у Уједињеном Краљевству. Авион је први пут полетео 1918. године. 

Направљена су три прототипа, али се одустало од даљег рада због проблема са мотором.
Распон крила авиона је био 8,08 метара, а дужина трупа 6,25 метара.

## Наоружање
| Наоружање авиона: Сопвит Снарк |     |
| Ватрено (стрељачко) наоружање  |     |
| Топ                            |     |
| Митраљез                       |     |
| Број и ознака митраљеза        | 6   |
| Калибар                        | 7,7 |
| Бомбардерско наоружање (бомбе) |     |
| Ракетно наоружање (ракете)     |     |